# Irene Cheptai
Irene Chepet Cheptai (ur. 4 lutego 1992) – kenijska lekkoatletka specjalizująca się w biegach długich.
Siódma zawodniczka biegu na 3000 metrów podczas mistrzostw świata juniorów młodszych w Ostrawie (2007). W 2008 zdobyła dwa srebrne medale światowego czempionatu w biegach przełajowych w rywalizacji juniorek. Srebrna medalistka mistrzostw świata w przełajach z Guiyang w drużynie seniorek (2015). W tym samym roku zajęła 7. miejsce w biegu na 5000 metrów podczas mistrzostw świata w Pekinie. Podwójna złota medalistka światowego czempionatu w biegach przełajowych w Kampali oraz siódma zawodniczka mistrzostw świata w Londynie (2017) w biegu na 10 000 metrów.
Medalistka mistrzostw Kenii.

## Osiągnięcia
| Rok  | Impreza                                   | Miejsce    | Konkurencja           | Pozycja     | Wynik    |
| ---- | ----------------------------------------- | ---------- | --------------------- | ----------- | -------- |
| 2007 | Mistrzostwa świata juniorów młodszych     | Ostrawa    | bieg na 3000 metrów   | 7. miejsce  | 9:22,05  |
| 2008 | Mistrzostwa świata w biegach przełajowych | Edynburg   | bieg juniorek         | 2. miejsce  | 20:04    |
| 2008 | Mistrzostwa świata w biegach przełajowych | Edynburg   | drużyna juniorek      | 2. miejsce  |          |
| 2013 | Mistrzostwa świata w biegach przełajowych | Bydgoszcz  | bieg seniorek         | 10. miejsce | 25:01    |
| 2015 | Mistrzostwa świata w biegach przełajowych | Guiyang    | bieg seniorek         | 7. miejsce  | 26:26    |
| 2015 | Mistrzostwa świata w biegach przełajowych | Guiyang    | drużyna seniorek      | 2. miejsce  |          |
| 2015 | Mistrzostwa świata                        | Pekin      | bieg na 5000 metrów   | 7. miejsce  | 15:03,41 |
| 2017 | Mistrzostwa świata w biegach przełajowych | Kampala    | bieg seniorek         | 1. miejsce  | 31:57    |
| 2017 | Mistrzostwa świata w biegach przełajowych | Kampala    | drużyna seniorek      | 1. miejsce  |          |
| 2017 | Mistrzostwa świata                        | Londyn     | bieg na 10 000 metrów | 7. miejsce  | 31:21,11 |
| 2021 | Igrzyska olimpijskie                      | Tokio      | bieg na 10 000 metrów | 6. miejsce  | 30:44,00 |
| 2022 | Igrzyska Wspólnoty Narodów                | Birmingham | bieg na 10 000 metrów | 2. miejsce  | 30:49,52 |

## Rekordy życiowe
- bieg na 3000 metrów – 8:48,03 (2015)
- bieg na 5000 metrów – 14:43,42 (2016)
- bieg na 10 000 metrów – 30:44,00 (2021)
- bieg na 10 kilometrów – 31:45 (2014)